# Спалах віспи мавп (2022)

Поширення спалаху у світі

Спалах віспи мавп у 2022 році — захворювання в ряді країн світу, розпочалось з виявлення першого випадку в Британії, куди було завезене туристом з ендемічної зони з Нігерії, яку він відвідав 4 травня 2022 року та повернувся додому. Згодом, спалах віспи до кінця травня розповсюдився на декілька країн Європи. Віспа мавп — зоонозне природньоосередкове віспоподібне захворювання, що спричинюють віруси родини поксвірусів. Дуже схожа за клінічними ознаками на натуральну віспу.

## Поширення

### Британія
Перший випадок зараження був підтверджений Всесвітньою організацією охорони здоров'я 7 травня у туриста з Великої Британії, який нещодавно повернувся з Нігерії. 29 квітня у нього почалися висипання на шкірі, а 4 травня він повернувся до Великої Британії, коли він і був доставлений в лікарню та ізольований.

### Європа, Північна Америка, Австралія та Ізраїль
18 травня в Португалії органи охорони здоров'я повідомили про 14 випадків захворювання віспою мавп з 20 підозрюваних, при цьому 2 зразки все ще очікують результатів аналізів. В Іспанії станом на 18 травня підтверджено 7 випадків захворювання. У той же день Сполучені Штати Америки підтвердили перший випадок захворювання віспою мавп у 2022 році, а Канада повідомила про 13 передбачуваних випадків захворювання.
19 травня Швеція і Бельгія повідомили про перші випадки захворювання віспою мавп, Італія підтвердила перший випадок захворювання у мандрівника, який прибув з Канарських островів.
20 травня Австралія підтвердила два випадки зараження хворобою в Мельбурні і Сіднеї, на материк їх привезли чоловіки, які повернулися з подорожі по Європі. Німеччина також підтвердила перший випадок захворювання в той же день.
21 травня Швейцарія та Ізраїль підтвердили перші випадки захворювання.
10 червня перший випадок мавпячої віспи підтвердили в Польщі.